# Nemania maculosa
Nemania maculosa är en svampart som först beskrevs av J.D. Rogers, Callan & Samuels, och fick sitt nu gällande namn av G.J.D. Sm. & K.D. Hyde 2001. Nemania maculosa ingår i släktet Nemania och familjen kolkärnsvampar.   Inga underarter finns listade i Catalogue of Life.